# Prairie Township (Missouri)
Prairie Township est un township du comté de Bates dans le Missouri, aux États-Unis,. En 2000, le township comptait une population de 153 habitants. Il est baptisé en référence à la communauté de Prairie City (en).